# Caeneressa bajaea
Caeneressa bajaea là một loài bướm đêm thuộc phân họ Arctiinae, họ Erebidae.